# رابرت براور
رابرت براور (انگلیسی: Robert Brower؛ ‏ ۱۴ ژوئیهٔ ۱۸۵۰ – ۸ دسامبر ۱۹۳۴) بازیگر اهل ایالات متحده آمریکا بود.
از فیلم‌هایی که وی در آن‌ها نقش داشته است، می‌توان به درمان خانگی، جک استرا، دنده آدام، آبراهام لینکلن و مرد نامرئی اشاره نمود.